# Matt Flynn
Matthew Clayton Flynn (Tyler, 20 giugno 1985) è un ex giocatore di football americano statunitense che ha militato nel ruolo di quarterback nella National Football League (NFL). Fu scelto dai Green Bay Packers nel corso del settimo giro del draft NFL 2008. Al college giocò a football ad LSU.

## Carriera professionistica

### Green Bay Packers
Flynn fu scelto dai Green Bay Packers nel settimo giro (209º) nel draft del 2008. Il 23 luglio, Matt firmò un contratto di quattro anni da rookie fino alla stagione 2011.  Flynn occupò il ruolo di prima riserva dei Packers nel ruolo di quarterback, avendo vinto la competizione per il ruolo di riserva di Aaron Rodgers, superando l'altro rookie scelto al secondo giro Brian Brohm. La battaglia per la posizione di secondo fu la più intrigante del campo di allenamento. Flynn era visto come meno dotato di talento rispetto a Brohm a causa della taglia superiore di quest'ultimo, della velocità di braccia e di gamba, aggiunti al fatto che Brohm era stato scelto molto più in alto nel draft rispetto a Flynn.
Il 19 dicembre 2010, Flynn fece il suo debutto nella NFL contro i New England Patriots dopo che il quarterback titolare Aaron Rodgers non aveva ricevuto l'ok medico per giocare. Flynn nel giorno del suo debutto lanciò per tre touchdown, uno a testa per John Kuhn, James Jones e Greg Jennings ma lanciò anche un intercetto che venne ritornato in touchdown nel secondo tempo. La gara giunse equilibrata nel punteggio fino ai minuti finali quando Flynn con la palla sulla linea delle 15 yard di New England, la perse subendo un sack. I Packers persero la partita 31-27. Flynn completò 23 passaggi su 37 per 254 yard nella sconfitta.
Il 1º gennaio 2012, dopo che i Packers ebbero centrato il #1 nel tabellone della NFC ed il vantaggio casalingo in tutte le gare dei playoff, Matt Flynn giocò la gara finale della stagione contro i Detroit Lions. Quel giorno lanciò per 480 yard e ben 6 touchdown nella vittoria 45-41 di Green Bay, entrambi diventati i nuovi record assoluti della franchigia.

### Seattle Seahawks
Scaduto il contratto coi Packers, Flynn era considerato il miglior quarterback disponibile tra i free agent fino all'annuncio della separazione di Peyton Manning dai Colts. Pro Football Weekly lo classificò al 17º posto tra i migliori free agent disponibili nel mercato 2012. Il 18 marzo 2012, Flynn firmò un contratto triennale coi Seattle Seahawks del valore di 26 milioni di dollari, di cui 10 milioni garantiti. I Seahawks superarono la concorrenza dei Miami Dolphins nella trattativa. Nella sua prima visita alla franchigia come Seahawk, Flynn chiese ed ottenne di passare dal numero 10 indossato a Green Bay al 15, suo numero al college ma indisponibile ai Packers in quanto ritirato in onore di Bart Starr.
Nel training camp del 2012, Flynn lottò per il posto di quarterback titolare con Tarvaris Jackson e il rookie Russell Wilson. Il 7 agosto, l'allenatore Pete Carroll annunciò che Matt sarebbe partito come titolare nella prima gara di pre-stagione contro i Tennessee Titans. Dopo due solide prestazioni di Flynn nelle prime due gare della pre-stagione, compensate però da grandi prestazioni di Wilson, nella terza gara contro i Kansas City Chiefs, Matt non giocò a causa di una tendinite al gomito. Wilson dal canto suo fu così convincente come titolare in quella partita che fu nominato quarterback titolare dei Seahawks per la gara di debutto della stagione regolare del 9 settembre contro gli Arizona Cardinals, portando nuovamente Flynn nel ruolo di seconda scelta della squadra come già a Green Bay.
Flynn non entrò mai in campo nella prima metà della stagione, complice anche un problema al gomito che gli impediva di allenarsi con regolarità e le prestazioni sempre più convincenti di Wilson. Debuttò con la maglia dei Seahawks solo nella settimana 14 quando, nella giornata in cui Seattle stabilì il primato di franchigia battendo 58-0 gli Arizona Cardinals, entrò nel secondo dopo a risultato ormai ampiamente acquisito. La sua prima gara della stagione terminò con 5 passaggi completati su 9 tentativi e 68 yard guadagnate.

### Oakland Raiders
Il 1º aprile 2013, Flynn fu scambiato con gli Oakland Raiders per una scelta del quinto giro del Draft 2014 e una scelta da definire del Draft 2015. Firmò un contratto biennale del valore di 11,5 milioni di dollari, 6,5 milioni dei quali garantiti. Il 23 maggio ristrutturò il suo contratto, liberando 1,255 milioni di spazio sul tetto salariale. Coi Raiders, Flynn rivisse la stessa situazione dell'annata precedente, venendo superato a sorpresa da Terrelle Pryor per il posto di titolare nella gara di debutto della stagione 2013. Dopo che Pryor subì una commozione cerebrale nella settimana 3, Flynn partì come titolare nella settimana 4 contro i Washington Redskins, in cui completò 21 passaggi su 32 tentativi per 227 yard, con un passaggio da touchdown e un intercetto, coi Raiders che furono sconfitti malgrado fossero stati in vantaggio di 14 punti a inizio gara. Dopo questa prestazione scese al terzo posto nelle gerarchie dei quarterback della squadra dietro a Pryor e il rookie non scelto nel draft Matt McGloin. Il 7 ottobre 2013 venne svincolato.

### Buffalo Bills
Il 14 ottobre 2013, Flynn firmò coi Buffalo Bills dopo gli infortuni del quarterback titolare EJ Manuel e della sua riserva Thaddeus Lewis. Il 4 novembre fu svincolato senza essere mai sceso in campo.

### Ritorno ai Packers

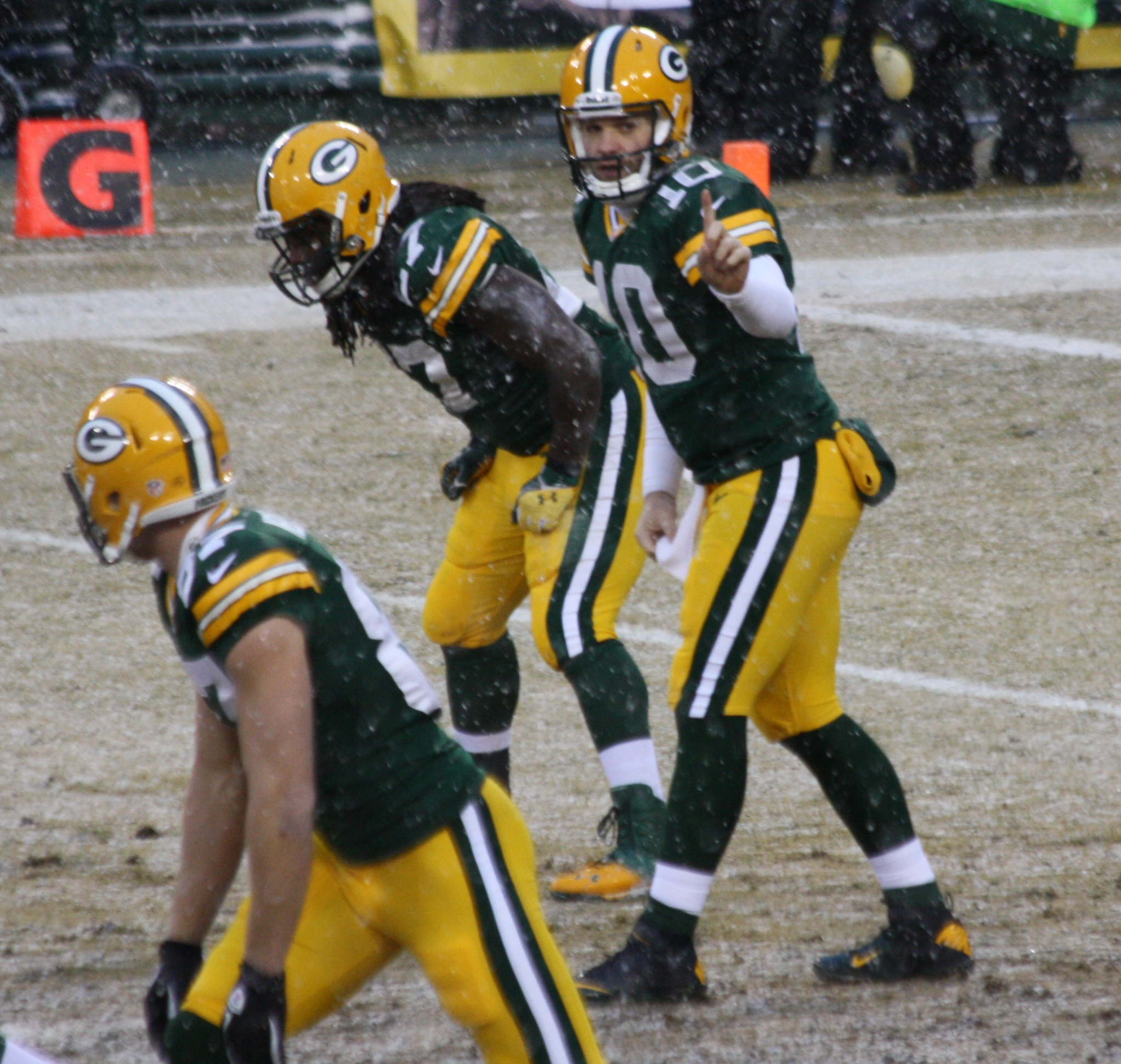
Flynn contro gli Steelers nel dicembre 2013.

Dopo gli infortuni di Aaron Rodgers e Seneca Wallace, l'11 novembre 2013 Flynn firmò per fare ritorno ai Packers. Nella settimana 12 contro i Minnesota Vikings subentrò nel terzo quarto al posto dell'inefficacie Scott Tolzien e con la sua squadra in svantaggio di 13 punti la guidò alla rimonta fino ai supplementari, dove la gara terminò in pareggio, il secondo in 107 sfide tra le due franchigie. La sua prestazione terminò con 218 yard passate e un touchdown. Tre giorni dopo fu annunciato che sarebbe partito come titolare nella gara del Giorno del Ringraziamento contro i Lions disputando però un pomeriggio da incubo con sole 139 yard passate e subendo sette sack, un intercetto, una safety e perdendo un fumble nella sconfitta 40-10. Malgrado la cattiva prestazione, con Rodgers ancora infortunato, Flynn fu confermato titolare nella settimana 14 contro gli Atlanta Falcons in una gara cruciale per tenere vive le ultime speranze di playoff dei Packers che tornarono a vincere dopo sei partite grazie a 258 yard passate e un touchdown del quarterback (un intercetto subito).
Nella settimana 15, all'AT&T Stadium contro i Dallas Cowboys, i Packers conclusero il primo tempo in svantaggio per 26-3, un risultato che poteva persino apparire stretto per i padroni di casa. Nel secondo tempo però, Flynn e il running back rookie Eddie Lacy salirono in cattedra guidando la squadra alla rimonta, fino al 37-36 finale. Matt concluse la partita con 299 yard passate e 4 touchdown (1 intercetto), guidando la squadra a segnare in tutti i drive del secondo tempo in una delle più grosse sorprese della stagione. Fu la prima vittoria di Green Bay a Dallas dalla stagione 1989.
Nella settimana 16, in un Lambeau Field innevato, i Packers furono superati dagli Steelers a meno di 90 secondi dal termine della gara. Flynn terminò quella gara con 232 yard passate, un touchdown e un intercetto subito. Dopo questa gara, Rodgers tornò in campo per l'ultima decisiva gara della stagione contro i Bears, ma Flynn ebbe comunque il merito di tenere la squadra a galla durante l'assenza della sua stella.

### New England Patriots
L'11 giugno 2015, Flynn firmò coi New England Patriots. Il 10 agosto 2015 fu svincolato per fare spazio a Ryan Lindley.

### New York Jets
Il 18 agosto 2015, Flynn firmò coi New York Jets. Il 5 settembre 2015 fu svincolato.

### New Orleans Saints
Il 9 novembre 2015, Flynn firmò coi New Orleans Saints per fungere da riserva di Drew Brees. La stagione 2015 fu l'unica della carriera in cui il quarterback non scese in campo in alcuna partita.

## Palmarès

### Franchigia
- Super Bowl : 1

Green Bay Packers: Super Bowl XLV
- National Football Conference Championship: 1

Green Bay Packers: 2010

### Individuale
- Record di franchigia dei Green Bay Packers per il maggior numero di touchdown lanciati in una partita (6)
- GMC Never Say Never Moment della settimana (stagione 2011, settimana 17)

## Statistiche
Stagione regolare
| Anno   | Squadra           | P  | PT | Passaggi | Passaggi | Passaggi | Passaggi | Passaggi | Passaggi | Passaggi | Corse | Corse | Corse | Corse | Fumble | Fumble |
| Anno   | Squadra           | P  | PT | Comp     | Ten      | %        | Yard     | TD       | Int      | Rat      | Ten   | Yard  | Media | TD    | FUM    | Persi  |
| ------ | ----------------- | -- | -- | -------- | -------- | -------- | -------- | -------- | -------- | -------- | ----- | ----- | ----- | ----- | ------ | ------ |
| 2008   | Green Bay Packers | 7  | 0  | 2        | 5        | 40,0     | 6        | 0        | 0        | 47,9     | 4     | 4     | 1,0   | 0     | 1      | 0      |
| 2009   | Green Bay Packers | 15 | 0  | 7        | 12       | 58,3     | 58       | 0        | 1        | 36,1     | 5     | −5    | 2,9   | 0     | 0      | 1      |
| 2010   | Green Bay Packers | 7  | 1  | 40       | 66       | 60,6     | 433      | 3        | 2        | 82,4     | 9     | 26    | 2,9   | 0     | 1      | 0      |
| 2011   | Green Bay Packers | 5  | 1  | 33       | 49       | 67,3     | 518      | 6        | 2        | 124,8    | 13    | -6    | -0,5  | 1     | 1      | 0      |
| 2012   | Seattle Seahawks  | 3  | 0  | 5        | 9        | 55,6     | 68       | 0        | 0        | 79,9     | 4     | -5    | -1,3  | 0     | 0      | 2      |
| 2013   | Oakland Raiders   | 2  | 1  | 22       | 34       | 64,7     | 246      | 1        | 1        | 83,7     | 3     | 4     | 1,3   | 0     | 3      | 0      |
| 2013   | Buffalo Bills     | 0  | 0  | -        | -        | -        | -        | -        | -        | -        | -     | -     | -     | -     | -      | -      |
| 2013   | Green Bay Packers | 5  | 4  | 102      | 166      | 61,4     | 1.146    | 7        | 4        | 86,1     | 17    | 61    | 3,6   | 0     | 4      | 4      |
| 2014   | Green Bay Packers | 7  | 0  | 8        | 16       | 50       | 66       | 0        | 1        | 34.9     | 10    | −10   | −1    | 0     | 1      | 1      |
| Totale | Totale            | 51 | 7  | 219      | 357      | 61.3     | 2,541    | 17       | 11       | 85.9     | 65    | 69    | 1.1   | 1     | 11     | 9      |

Fonte: NFL.com